# Sauver Ralph
Pour plus de détails, voir Fiche technique et Distribution.
Sauver Ralph est un court métrage d'animation simulé en stop motion écrit et réalisé par Spencer Susser.
Il met en vedette Taika Waititi, Ricky Gervais, Zac Efron, Olivia Munn, Pom Klementieff, Tricia Helfer et Rodrigo Santoro. 
Produit par Jeff Vespa, le court-métrage de 4 minutes est sorti par Humane Society International le 6 avril 2021, acclamé par la critique,,,.

## Synopsis
L'intrigue fait suite à une interview de Ralph, un lapin qui détaille sa vie car il est utilisé pour l'expérimentation animale et les dommages qu'elle a causés à son corps.